# Coll farcit
El coll farcit (en francès, cou farci) és un companatge occità que es fa amb carn picada de porc, fetge gras, tòfona, molla de pa, llet i ous, tot cuit i conservat en greix d'oca o ànec i embotit a la pell del coll d'un ànec. Té l'aspecte d'una mena de botifarra de peltrú, i en tallar-lo sol haver un gran tros de fetge gras al mig, envoltat de la carn picada barrejada amb els altres ingredients i envoltat per la fina capa de pell i greix. Es talla a rodanxes i es menja amb pa, o de vegades en amanides.